# 반테아이메안체이주
반테아이메안체이주(크메르어: ខេត្តបន្ទាយមានជ័យ)는 캄보디아 북서부에 위치한 주로, 주도는 시소폰이며 인구는 947,186명(2023년 기준), 면적은 6,679 km2, 인구밀도는 129명/km2이다. 주의 이름은 크메르어로 "승리의 요새"를 뜻한다. 동쪽으로는 오다르메안체이 주, 시엠레아프 주, 남쪽으로는 바탐방 주와 접하며 서쪽으로는 태국과 국경을 접한다. 이 곳에 있는 포이펫 마을은 태국과 국경을 접하고 있다.
1. ↑  “General Population Census of the Kingdom of Cambodia 2019 – Final Results” (PDF). 《National Institute of Statistics》. Ministry of Planning. 2021년 1월 26일. 2021년 2월 3일에 확인함.